# Conselho da República
No Brasil, o Conselho da República é um órgão superior de consulta e aconselhamento da  Presidência da República. Criado pelo artigo 89 da CF e regulamentado pela lei 8.041 para assessorar o presidente em momentos de crise. Entre as competências do Conselho da República estão deliberar sobre temas como intervenção federal, estado de defesa e estado de sítio.

## Funcionamento
A criação do Conselho da República foi prevista na Constituição de 1988, em seu artigo 89. No entanto, o Conselho só passou a funcionar de fato em 1990, quando o então presidente da República, Fernando Collor, promulgou a Lei nº 8.041/90 que regulamentava este dispositivo da Constituição.
Segundo a lei, cabe ao presidente da República convocar o Conselho em casos de intervenção federal, estado de defesa e sítio; e também sobre questões relevantes para a estabilidade das instituições democráticas. Como trata-se de um órgão consultivo, o presidente da República não é obrigado a colocar em prática as medidas oriundas da consulta junto ao conselho.

## Composição
O Conselho da República é composto por um total de quatorze integrantes titulares, conforme previsto em lei:
- O vice-presidente da República;
- O ministro da Justiça;
- O presidente da Câmara dos Deputados;
- O presidente do Senado Federal;
- O líder da maioria na Câmara dos Deputados;
- O líder da minoria na Câmara dos Deputados;
- O líder da maioria no Senado Federal;
- O líder da minoria no Senado Federal;
- 6 cidadãos brasileiros natos, com mais de 35 anos de idade, sendo dois nomeados como titulares pelo presidente da República e mais um como suplente; dois eleitos como titulares pelo Senado Federal e mais um como suplente; dois eleitos como titulares pela Câmara dos Deputados e mais dois como suplentes. Os integrantes titulares têm mandato de três anos, sendo vedada sua recondução.

Também é facultada ao presidente a possibilidade de convocar qualquer ministro para a reunião do conselho, caso o assunto em questão seja diretamente ligado à área de atuação daquele ministério.

### Atuais integrantes
Dos atuais integrantes, dois são ligados ao Poder Executivo Federal: o vice-presidente da República, Geraldo Alckmin, e o ministro da Justiça e Segurança Pública, Ricardo Lewandowski. Ligados ao Poder Legislativo Federal, há outros seis membros: por parte da Câmara dos Deputados, integram o Conselho da República o presidente da Câmara, deputado Hugo Motta (Republicanos-PB), o líder da maioria, deputado Aguinaldo Ribeiro (PP-PB) e a líder da minoria, deputada Bia Kicis (PL-DF); por parte do Senado Federal, integram o Conselho da República o presidente do Senado, senador Davi Alcolumbre (UNIÃO-AP), o líder da maioria, senador Renan Calheiros (MDB-AL). e o líder na minoria, senador Ciro Nogueira (PP-PI)
Em relação aos integrantes nomeados pelo presidente da República ou eleitos pelas duas Casas do Congresso, são ainda integrantes titulares e suplentes do Conselho da República:
- Nomeados pelo presidente da República:
  - Marcos Antonio Amaro dos Santos, ministro do GSI (Gabinete de Segurança Institucional) e general da reserva do Exército Brasileiro (titular);
  - Paulo Skaf, presidente da Fiesp (Federação das Indústrias do Estado de São Paulo) (titular);
  - Francisco Queiroz Caputo Neto, ex-presidente da OAB/DF (suplente);[14]
- Eleitos pelo Senado Federal:
  - Davi Alcolumbre, senador (UNIÃO-AP)[15] (titular);
  - Gilberto Kassab, secretário estadual de Governo e Relações Institucionais de São Paulo (PSD-SP)[15] (titular);
  - Marcus Vinicius Furtado Coêlho, ex-presidente da Ordem dos Advogados do Brasil[15] (suplente);
  - Robson Braga de Andrade, ex-presidente da Confederação Nacional da Indústria[15] (suplente);
- Eleitos pela Câmara dos Deputados:
  - Eugênio Aragão, ex-ministro da Justiça[16] (titular);
  - José Carlos Aleluia (DEM-BA), deputado federal[17] (titular);
  - Capitão Augusto (PL-SP), deputado federal[17] (suplente);
  - Marcello Lavenère Machado, ex-presidente do Conselho Federal da OAB, eleito pela Câmara dos Deputados[16] (suplente).

Composição atual do Conselho da República, conforme os cargos que ocupam
- Geraldo Alckmin, vice-presidente da República;
- Ricardo Lewandowski, ministro da Justiça e Segurança Pública;
- Hugo Motta, deputado federal e presidente da Câmara dos Deputados;
- Davi Alcolumbre, senador e presidente do Senado Federal;
- Aguinaldo Ribeiro, deputado federal e líder da maioria na Câmara dos Deputados;
- Bia Kicis, deputada federal e líder da minoria na Câmara dos Deputados;
- Renan Calheiros, senador e líder da maioria no Senado Federal;
- Ciro Nogueira, senador e líder da minoria no Senado Federal;
- Cidadãos brasileiros natos (apenas titulares):
  - Nomeações do presidente da República: ministro Marco Edson Gonçalves Dias; e Paulo Skaf, presidente da Fiesp;
  - Eleitos pelo Senado Federal: Davi Alcolumbre, senador; e Gilberto Kassab, secretário estadual de São Paulo;
  - Eleitos pela Câmara dos Deputados: Eugênio Aragão, ex-ministro da Justiça; e José Carlos Aleluia, deputado federal

## Casos em que houve convocação
Embora exista oficialmente desde 1990, a primeira convocação efetiva do Conselho da República ocorreu em fevereiro de 2018, durante o mandato do ex-presidente Michel Temer (MDB). A reunião foi realizada em sessão conjunta com o Conselho de Defesa Nacional para consulta a posteriori sobre a intervenção federal na segurança pública do estado do Rio de Janeiro.
Em duas situações anteriores, contudo, o Conselho esteve perto de ser convocado.
- A primeira delas foi em 2005, quando a OAB pediu formalmente à Presidência, então ocupada pelo ex-presidente Luiz Inácio Lula da Silva (PT), que convocasse o Conselho para lidar com a crise política gerada pelo chamado Escândalo do Mensalão. No entendimento da entidade, a crise ameaçaria as instituições democráticas do país, uma das situações previstas para sua convocação;[19]
- A segunda vez foi em 2010, quando o então governador do Distrito Federal, José Roberto Arruda, foi preso acusado de obstruir as investigações da Polícia Federal no chamado Escândalo do Mensalão no Distrito Federal, que investigava casos de corrupção no DF. Devido à desestabilização política da Unidade da Federação, que chegou a ter cinco governadores diferentes no período de doze meses, a Procuradoria Geral da República (PGR) chegou a solicitar a intervenção federal no DF, outro caso previsto também nas atribuições do Conselho.[20]

### Anúncio de convocação em 2021
Em 7 de setembro de 2021, durante manifestações em seu favor realizadas em Brasília, São Paulo e em outras capitais, o presidente Jair Bolsonaro anunciou que convocaria para o dia seguinte, uma reunião do Conselho da República, com a finalidade de "mostrar a foto do povo nos atos" realizados. 
Bolsonaro discursou em Brasília no começo da tarde e depois se dirigiu para a capital paulista, onde também fez uma fala. A menção à reunião do Conselho da República ocorreu no discurso feito na capital federal. Bolsonaro disse que convocaria o presidente do Supremo Tribunal Federal, Luiz Fux, embora o ministro não faça parte do colegiado.
"Amanhã estarei no Conselho da República, juntamente com os ministros, juntamente com presidente da Câmara, do Senado e do STF, com esta fotografia de vocês, vou mostrar pra onde nós todos devemos ir”, disse Bolsonaro ao público do ato na capital.
Em resposta, os presidentes do Senado, senador Rodrigo Pacheco, e da Câmara dos Deputados, deputado federal Arthur Lira informaram não terem recebido qualquer convite formal por parte da Presidência da República. O presidente do Supremo, Luiz Fux, disse que não compareceria, uma vez que não é integrante do Conselho.
Por sua vez, o vice-presidente Hamilton Mourão disse que Bolsonaro havia se equivocado ao mencionar a reunião.